# Brev till samhället
Brev till samhället är en bok av Eric Ericson som utkom år 2003 och gavs ut av Kartago Förlag. Boken består av brev till företag och myndigheter. År 2006 sände Sveriges Television en K-special dokumentärfilm av Lars Berge och Alexander Kurlandsky om boken och de brev som väckte förundran och skapade panik hos svenska företag och myndigheter. År 2020 utkom en nyutgåva av boken utgiven av förlaget Kaunitz Olsson. En nerkortad version av förordet som bland annat lyfte fram mailkorrespondens med företag publicerades i Dagens Nyheter.